# Конісі Юкінаґа
Коні́сі Юкіна́ґа (яп. 小西行長, こにしゆきなが, МФА: [koɲiɕi jukʲinaga]; 1555 (?) — 6 листопада 1600) — японський державний і політичний діяч, військовик, самурайський полководець періоду Адзуті-Момояма. Походив зі столичного купецького роду, що торгував ліками. Майстер японського фехтування на мечах. Васал об'єднувача Японії Тойотомі Хідейосі. Володар земель в провінції Хіґо з центром в Уто (1588—1601). Один з впливових японських християн. В хрещенні — Августин. Командувач першої експедиційної армії у японсько-корейській війні 1592—1598 років. Завойовник Сеулу і Пхеньяну. Належав до партії командирів, що виступали за швидке мирне врегулювання війни. Учасник битви при Секіґахарі 1600 року, в якій підтримав Західну коаліцію Ісіди Міцунарі. Після поразки страчений за наказом Токуґави Ієясу в Кіото. Перед смертю відмовився здійснити почесне самогубство через свої релігійні переконання.

## Біографія

### Молоді роки
Про першу половину життя Конісі Юкінаґи відомо дуже мало. Припускають, що він походив з купецької родини, яка займалася торгівлею ліками у місті Сакаї. Відповідно до звітів єзуїтів 16 століття, Юкінаґа народився у 1555 році (1 році Кодзі) у столиці Кіото, куди з Сакаї переселився його батько, Конісі Рюса. Ймовірно, у столиці молодий Юкінаґа вперше познайомився з християнством. Там само він досконало вивчив техніку володіння мечем кендзюцу.
Батько Юкінаґи відав торговими справами одного з генералів роду Ода, Хасіби Хідейосі, майбутнього «об'єднувача Японії». Останній був дуже приязним до юного Конісі. Це знайомство зіграло вирішальну роль у кар'єрі Юкінаґи.
У 1570-х роках Конісі Юкінаґа був прийнятий на службу ад'ютантом Укіти Наоіе, володаря провінцій Бідзен і Мімасака (суч. префектура Окаяма), який перебував у васальній залежності від роду Морі. Коли наприкінці 1570-х цей рід вступив у війну проти Оди Нобунаґи, Укіта переметнувся на бік останнього. Завдяки своєму молодому і талановитому дипломату Юкіназі, який вдало провів переговори з головнокомандувачем силами Оди, Хасібою Хідейосі, Укіта вдалося уникнути перерозподілу своїх земель та зайняти високе положення серед васалів Нобунаґи.
Після смерті Укіти Наоіе у 1581 році (9 році Тенсьо), Юкінаґа полишив сюзеренський дім і був охоче прийнятий на службу до Хасіби Хідейосі.

### На службі уХідейосі
У 1581 році новий господар доручив Конісі контроль над важливим портом Муроцу у провінції Харіма (суч. префектура Хьоґо) і призначив його урядником морських комунікацій між Харімою і містом Сакаї. Через рік Хідейосі передав йому керівництво стратегічно важливим островом Адзукі, зробивши Юкінаґу відповідальним за перевезення та комунікації східної частини Внутрішнього японського моря. У 1583 році Конісі було назначено «урядником кораблів» (舟奉行), тобто головою флоту Хідейосі.
На початку 1580-х років Юкінаґа зблизився з Такаямою Уконом, лідером японських християн у регіоні Кінкі, і під його впливом прийняв нову віру. При хрещенні він отримав ім'я «Аугустіно» (Августин).
У 1585 році, Конісі як головнокомандувач морськими силами Хідейосі взяв участь у знищенні буддистських повстанців Сайґа і Ненґоро у провінції Кії. Він керував артилерійським обстрілом ворожих укріплень з кораблів.
У 1588 році, за придушення торішніх земляцьких бунтів у провінції Хіґо, Юкінаґа отримав від сюзерена три південні повіти цієї провінції центром у замку Уто, щорічний дохід яких становив 120 тисяч коку. Північні землі дісталися генералу Като Кійомасі, родичу Хідейосі і прославленому шибайголові, який прагнув об'єднати Хіґо під своїм началом і через це конфліктував з Конісі. Протистояння між Юкінаґою і Кійомасою набуло релігійного забарвлення, оскільки перший сповідував християнство, а другий був адептом найбільш фанатичної буддистської секти Нітірен-сю. Обидва суперники різнилися у способах управління своїми територіями. Конісі Юкінаґа надавав перевагу мирному керуванню краєм, сприяв розвитку внутрішньої і зовнішньої торгівлі, та займався розбудовою міст. На противагу цьому Като Кійомаса був прибічником «мілітаристського способу господарювання», накладав на населення високі військові повинності, утримував чисельну армію без особливої на то потреби та укріплював свої землі неприступними замками.
Ймовірно, наприкінці 1580-х років Юкінаґа одружив свою доньку на володарі Цусіми Со Йосітосі. Під впливом Конісі його зять прийняв християнство.

### Війна в Кореї
З початком корейської експедиції Хідейосі у 1592 році (1 році Бункоку) Конісі прибув на фронт з самурайським загоном у 7000 чоловік. За наказом сюзерена йому була доручена авангардна 1-а армія числом у 18 700 вояків. Аби заохотити Юкінаґу до подвигів, Хідейосі надав йому право користуватись прізвищем «Тойотомі». Це було надзвичайно почесно, оскільки Конісі прирівнювався до близьких родичів самого Хідейосі, правителя Японії. Задля стимулювання активних дій Юкінаґи на передовій, Хідейосі призначив командиром другої авангардної армії його головного опонента — Като Кійомасу. Під час усіх військових операцій в Кореї ці два полководці намагалися перевершити один одного.
На війні Юкінаґа проявив себе обдарованим військовиком. 25 травня 1592 року його війська першими взяли корейське місто Пусан, а у червні — столицю Кореї, Сеул. Перемоги військ Конісі настільки тішили Хідейосі, що він обіцяв віддати йому в нагороду третину земель Корейського півострова.
Після падіння Сеулу перша армія Юкінаґи рушила на північ і наприкінці липня захопила Пхеньян. У серпні під його стінами Конісі розгромив перший китайський контингент, який з'явився на поміч корейцям.  Однак з початком 1593 року 150 тисячна китайська армія під командуванням Лі Жусуна змусила Юкінаґу покинути місто і відступити до Сеулу.
27 лютого 1593 року у битві при Пьокчегван японці дали відсіч об'єднаній китайсько-корейській армії і зупинили її просування на південь півострова. Однак сил продовжувати завоювання Кореї самураї не мали — давались взнаки відсутність поповнень особистого складу та діяльність корейських партизан у тилу. Корейський флот захопив ініціативу на морі і перерізав зв'язок японців з батьківщиною. Експедиційні сили виявилися ізольованими на ворожі території, без підтримки місцевого населення і провіанту. За такої ситуації бойовий дух самурайських військ падав.
Аби врятувати армію від голоду і винищення, Конісі Юкінаґа у червні 1593 розпочав переговори із китайським командуванням про мирне врегулювання конфлікту. Самураї відступили з Сеулу до південного узбережжя Корейського півострова. До Японії були відправлені китайські посланці для опрацювання умов миру. Їх прийняв Ісіда Міцунарі, один з найталановитіших урядників Хідейосі, який, як і Конісі, розумів згубність продовження війни. Незважаючи на катастрофічне положення самурайських військ за морем, японський правитель Тойотомі Хідейосі висував завищені вимоги до Китаю та Кореї. Його пристрасті підігрівав давній опонент Конісі, Като Кійомаса, який надіслав до Японії 2 полонених корейських принців як доказ «переможної війни». Бачачи, що переговорний процес може зайти у безвихідь через небажання Хідейосі сприймати реальний стан справ у Кореї, Юкінаґа та Міцунарі вирішили укласти мир таємно, за спиною свого сюзерена.
У 1594 році васал Конісі Юкінаґи, Найто Тадаясу, був відправлений до Пекіну для підписання миру. Його уклали за китайських умов. Японці мусили негайно вивести свої війська з Кореї. Як поступку, китайський імператор надавав Тойотомі Хідейосі ярлик васального «короля Японії». У 1596 році текст договору і грамота імператора Мін прибули з посольством до Японії. Хідейосі люб'язно прийняв їх, але коли довідався, що мир підписано всупереч його вимогам, сильно розлютився, вигнав послів і наказав стратити Конісі Юкінаґу як відповідального за переговори.
У відповідь на «зухвалі пропозиції» китайців Хідейосі звелів поновити завоювання Кореї. Оскільки здібних командирів, які б мали цінний бойовий досвід і знали Корею, було мало, він помилував Юкінаґу і призначив його командиром 2-ї авангардної армії, «генералом лівої армії», числом у 14 700 чоловік.
Нова експедиція також на початку була вдалою. Японці підкорили провінцію Кьосан у травні 1597 році і звели у ній свої укріплення. Згодом вони завоювали головний оплот корейських партизан у провінції Чолла, при здобутті якої особливо відзначилися самураї Юкінаґи. Проте восени японців контратакували китайсько-корейські об'єднані сили, які відтиснули противника до південного узбережжя півострова. Самураї були змушені перейти до позиційної оборони. Оскільки корейський флот знову захопив верховенство на морі, японці опинилися відрізаними від батьківщини. Китайсько-корейська армія безперестанку атакувала прибережні замки, останні укріплення самураїв. Конісі утримував замок Сунчхон і двічі успішно відбив штурми переважаючого чисельно ворога.
18 вересня 1598 року помер правитель Японії Тойотомі Хідейосі. Його повноваження перебрала на себе рада п'яти старійшин, яка ухвалила рішення про евакуацію японських військ з Кореї та припинення війни. Самураї розпочали відступ, але їм став на заваді корейський флот. 16 грудня У битві у затоці Норян він потопив більше половини кораблів противника, які поверталися до Японії. Відступаючим загрожувало повне знищення, якби не судна Конісі Юкінаґи і Сімадзу Йосіхіро, котрі, незважаючи на численні втрати, змогли під час бою потопити флагманський корабель корейців. Останні припинили переслідування і самурайська експедиційна армія повернулася додому.

### Битва при Секіґахара
|                                                                                                |  |  |
| Родові емблеми Конісі — хрест (ліворуч) та «оберіг Ґіон» із хрестоподібною фігурою (праворуч). |  |  |

У 1600 році спалахнув конфлікт між Токуґавою Іеясу та Ісідою Міцунарі за головування у родині Тойотомі по смерті Хідейосі. Перший очолив так звану Східну коаліцію, до якої входили переважно володарі Східної Японії, а другий — Західну, до якої приєдналися більшість самураїв заходу країни. Юкінаґа вступив до Західної коаліції Ісіди, свого доброго знайомого. Єзуїтські священики радили Конісі приєднатися до Токуґави, передбачаючи перемогу «східняків», але марно. Юкінаґа відмовився.
У вирішальному бою при Секіґахара 21 жовтня 1600 року, Конісі командував 6-ма тисячами вояків (за іншими версіями — 4-ма тисячами) «Західної коаліції». Його позиції знаходились ліворуч сил Укіти Хідеіе, на передній лінії фронту. О восьмій годині ранку його атакували чотири загони армії «Східної коаліції» під командуванням Терадзави Хіротаки (2400), Фурути Сіґекацу (1200), Канаморі Наґатіки (1140) і Оди Наґамасу (450). Юкінаґа вправно відбивав усі атаки противника, завдаючи значних втрат наступаючим аркебузирним вогнем. Коли ворог зібрався тікати, надійшло термінове повідомлення, що генерал «Західної коаліції» Кобаякава Хідеакі зрадив і перейшов на бік «східняків». Його сили вдарили по лівому флангу армії Укіти Хідеіе, розгромили її та налетіли на позиції Конісі. Попри відчайдушні спроби протистояти натиску ворога з обох сторін, нечисленне військо Юкінаґи було невдовзі знищене. Сам Конісі відступив з поля бою до гори Ібукіяма у провінції Омі. Не бажаючи терпіти гіркоту поразки, але і не будучи у змозі вчинити самогубство сеппуку через свої християнські переконання, він добровільно здався переможцям.
6 листопада 1600 у Кіото Конісі відрубали голову разом із Ісідою Міцунарі. За переказами єзуїтів, під час страти він, молячись, тримав у руках образи Христа і Діви Марії, які прислала йому королева Португалії. Хоча Юкінаґа ставився дещо прохолодно до християнства, після видання указу про вигнання місіонерів з Японії (1588), Церква вважає, що він здійснив своє покликання, оскільки саме з християнських мотивів відмовився накласти на себе руки. Оповідають, що звістка про смерть Конісі дійшла до Європи, і Папа Римський Клемент VIII особливо горював з приводу цієї втрати.
12-річного старшого сина Юкінаґи також було страчено. Припускають, що у Конісі був ще один син, який врятувався від репресій і поступив на службу до роду Курода, одного з християнських самурайських родів на острові Кюсю. Однак згодом, за наказом сьоґунату, його вислали з Японії до Макао і убили руками найманого вбивці. Дружину Юкінаґи заточили монастирі у Наґасакі, де вона померла у 1605 році. Пряма лінія роду Конісі була перервана.

## Родина
| Батько:          | Конісі Рюса       | (?—1592)    |  | кіотський купець, фінансист Тойотомі Хідейосі; в хрещенні — Юстин.                                                     |
| Мати:            | Конісі Вакуса     | (?—?)       |  | родом з купецької родини; в хрещенні — Магдалена.                                                                      |
| Головна дружина: | Конісі Кіку       | (?—?)       |  | в хрещенні — Юста. |
| 1-й син:         | Конісі Хьоґо      | (1588—1600) |  | страчений після загибелі Юкінаґи вояками Морі Терумото.                                                                |
| 1-а донька:      | Конісі Марія      | (?—1605)    |  | дружина Со Йосітосі, володаря Цусіми; в хрещенні — Марія.                                                              |
| Дружина:         | Мінайосі Катерина | (1575—1649) |  | донька Мінайосі Цуґуйосі, васала Юкінаґи; в хрещенні — Катерина. Після смерті Юкінаґи одружилася з Сімадзу Тадакійо.   |
| 2-й син:         | Конісі Хідесада   | (?)         |  | |
| 2-а донька:      | Конісі Юлія       | (?—?)       |  | названа донька; корейська дівчина, врятована Юкінаґою під час війни 1592 року; в хрещенні — Юлія; японське ім'я — Таа. |